# Tango (Tananai)
Tango è un singolo del cantautore italiano Tananai, pubblicato il 9 febbraio 2023 come unico estratto dalla riedizione digitale del secondo album in studio Rave, eclissi.
Il brano è stato presentato durante la seconda serata del Festival di Sanremo 2023, classificandosi quinto al termine della kermesse musicale.

## Descrizione
Il brano, scritto e composto dallo stesso cantautore con Paolo Antonacci, Alessandro Raina e Davide Simonetta, in arte d.whale, è prodotto dallo stesso Tananai con quest'ultimo.

## Video musicale
Il video musicale, diretto da Olmo Parenti, è stato pubblicato in concomitanza all'uscita del brano attraverso il canale YouTube del cantautore. Il video racconta della storia d'amore di un soldato ucraino e la sua fidanzata durante l'invasione russa dell'Ucraina del 2022. Nel video sono presenti i protagonisti del brano: Olga, Maxim, due ragazzi di 35 anni, e la figlia Liza, una famiglia originaria di Smolino divisa dalla guerra in Ucraina.

## Accoglienza

### Riconoscimenti di fine anno
- 7º — Rolling Stone Italia[9]

## Tracce
Testi e musiche di Alberto Cotta Ramusino, Paolo Antonacci, Alessandro Raina e Davide Simonetta.
1. Tango – 3:29

## Classifiche

### Classifiche settimanali
| Classifica (2023) | Posizione massima |
| ----------------- | ----------------- |
| Italia            | 2                 |
| Svizzera          | 71                |

### Classifiche di fine anno
| Classifica (2023) | Posizione |
| ----------------- | --------- |
| Italia            | 5         |
| Classifica (2024) | Posizione |
| Italia            | 62        |

## Riconoscimenti
- Videoclip Italia Awards
  - 2024 – Candidatura al miglior videoclip pop[14]